# Carmen Consoli

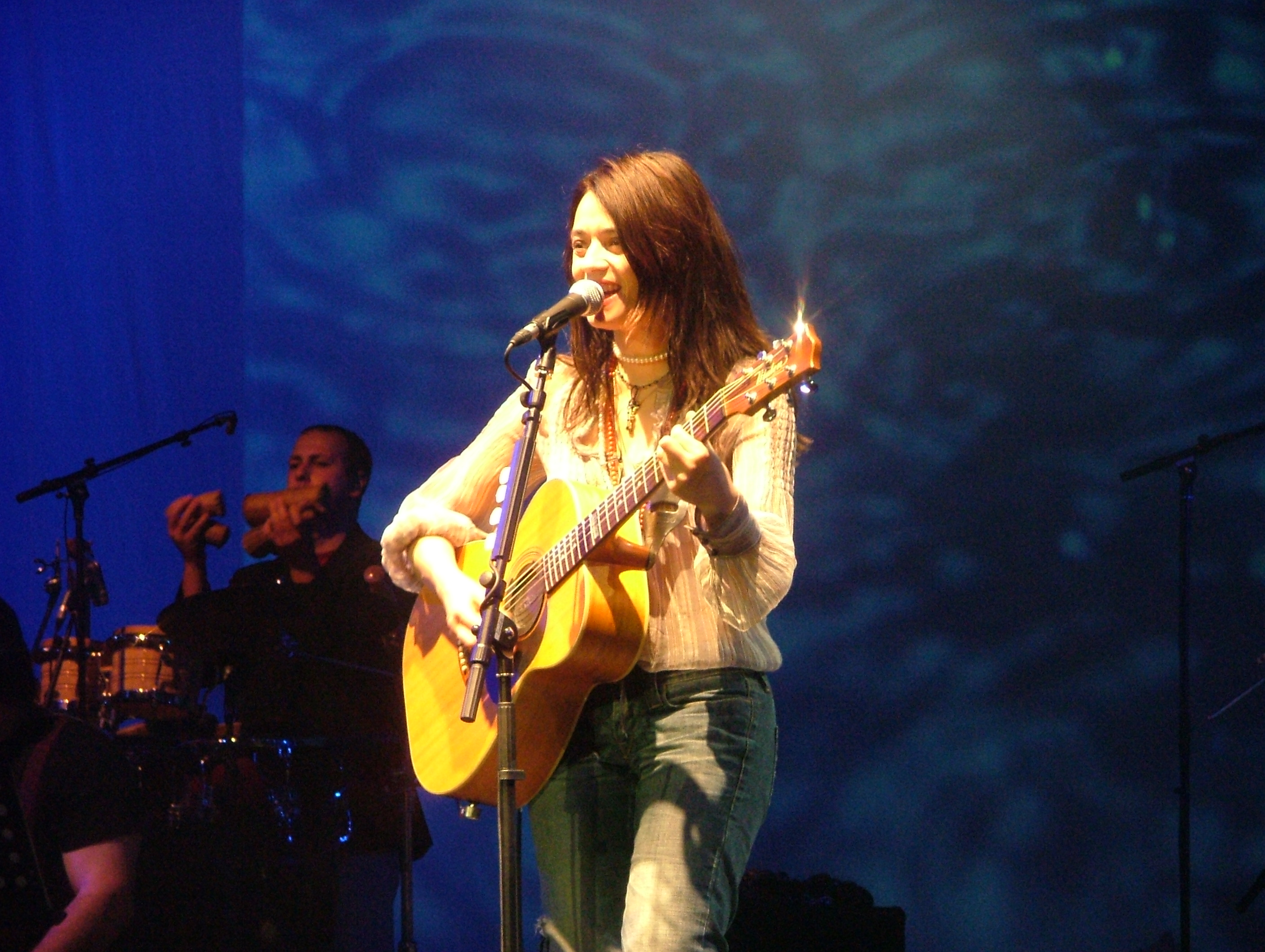
Carmen Consoli in Florenz 2006

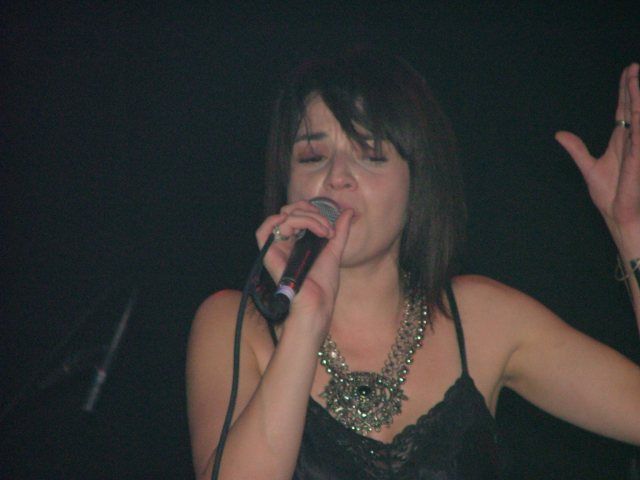
Carmen Consoli 2004 bei einem Konzert in Cortemaggiore

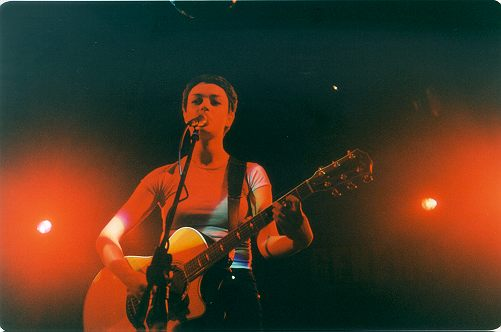
Carmen Consoli 2000 bei einem Konzert in Mailand

Carmen Consoli (* 4. September 1974 in Catania, Sizilien) ist eine italienische Cantautrice.

## Karriere
Ihre Karriere begann in ihrer Heimatstadt Catania, wo sie zunächst mit ihrer Band Moon Dogs's Party in den Clubs mit Liedern von verschiedenen Autoren, darunter ihr Gitarrist Massimo Roccaforte, auftrat.
Nach einigen Auftritten im italienischen Fernsehen gelang ihr durch ihren Auftritt beim Sanremo-Festival 1996 der Durchbruch. Ihr Lied Amore di plastica aus dem Album Due parole wurde ihr erster Erfolg. Sie kehrte 1997 mit dem Lied Confusa e felice aus dem gleichnamigen Album zum Festival zurück, erreichte aber nicht das Finale.
Im Herbst 1998 kam mit Mediamente isterica ein weiteres erfolgreiches Album auf den Markt. Im Jahr 2000 stand sie wieder in Sanremo auf der Bühne, diesmal mit dem Stück In bianco e nero aus dem Album Stato di necessità. Aus diesem Album stammen auch die Songs Parole di burro und L’ultimo bacio, letzterer war der Titelsong des gleichnamigen Films (deutsch: Ein letzter Kuss).
Auch die folgenden Alben L’eccezione (2002) und die Liveaufnahmen aus dem Amphitheater in Taormina (L’anfiteatro e la bambina impertinente) wurden zu großen Erfolgen. 2002 nahm sie als erste italienische Künstlerin ein MTV-Unplugged-Album auf.

## Diskografie

### Alben
| Jahr | Titel                                     | Höchstplatzierung, Gesamtwochen, AuszeichnungChartplatzierungen (Jahr, Titel, Platzierungen, Wochen, Auszeichnungen, Anmerkungen) | Höchstplatzierung, Gesamtwochen, AuszeichnungChartplatzierungen (Jahr, Titel, Platzierungen, Wochen, Auszeichnungen, Anmerkungen) | Anmerkungen                                                                                             |
| Jahr | Titel                                     | IT | CH | Anmerkungen                                                                                             |
| ---- | ----------------------------------------- | --- | --- | --- |
| 1996 | Due parole                                | — | — | Erstveröffentlichung: 20. Februar 1996                                                                  |
| 1997 | Confusa e felice                          | IT6 Platin · (23 Wo.)IT | — | Verkäufe: + 100.000                                                                                     |
| 1998 | Mediamente isterica                       | IT4 Platin · (6 Wo.)IT | — | Verkäufe: + 100.000                                                                                     |
| 2000 | Stato di necessità                        | IT6 ×2Doppelplatin · (87 Wo.)IT                                                                                                   | — | |
| 2001 | L’anfiteatro e la bambina impertinente    | IT6 (23 Wo.)IT | — | Livealbum                                                                                               |
| 2001 | État de necessité                         | — | — | in Frankreich veröffentlicht                                                                            |
| 2002 | L’eccezione                               | IT1 ×2Doppelplatin · (… Wo.)IT | — | |
| 2003 | Un sorso in più. Live MTV Supersonic      | IT16 (13 Wo.)IT | — | |
| 2003 | Carmen Consoli                            | — | — | |
| 2006 | Eva contro Eva                            | IT1 (19 Wo.)IT | CH85 (2 Wo.)CH | |
| 2008 | Mediamente isterica – Anniversary Edition | IT22 (4 Wo.)IT | — | |
| 2009 | L’uomo che ama (colonna sonora)           | — | — | Filmsoundtrack                                                                                          |
| 2009 | Elettra                                   | IT2 Gold · (32 Wo.)IT | — | Verkäufe: + 35.000                                                                                      |
| 2010 | Per niente stanca                         | IT6 Platin · (30 Wo.)IT | — | Verkäufe: + 35.000                                                                                      |
| 2015 | L’abitudine di tornare                    | IT3 Gold · (29 Wo.)IT | — | Verkäufe: + 25.000                                                                                      |
| 2018 | Eco di sirene                             | IT2 (5 Wo.)IT | — | |
| 2021 | Due parole [Vinyl]                        | IT59 (1 Wo.)IT | — | Wiederveröffentlichung: 5. März 2021 25-Jahr-Jubiläumsausgabe, remastered und erstmals als Schallplatte |
| 2021 | Volevo fare la rockstar                   | IT2 (7 Wo.)IT | CH93 (1 Wo.)CH | |

### Singles
| Jahr | Titel Album                                                   | Höchstplatzierung, Gesamtwochen, AuszeichnungChartsChartplatzierungen (Jahr, Titel, Album, Platzierungen, Wochen, Auszeichnungen, Anmerkungen) | Anmerkungen                                                                 |
| Jahr | Titel Album                                                   | IT | Anmerkungen                                                                 |
| ---- | ------------------------------------------------------------- | --- | --------------------------------------------------------------------------- |
| 1995 | Quello che sento Due parole                                   | — | im Wettbewerb Sanremo Giovani 1996 präsentiert                              |
| 1995 | Quella notte una lucciola illumina la mia finestra Due parole | — | 1996 wiederveröffentlicht                                                   |
| 1996 | Amore di plastica Due parole                                  | — | in der Newcomer-Kategorie des Sanremo-Festivals 1996 präsentiert            |
| 1996 | Lingua a sonagli Due parole                                   | — |                                                                             |
| 1996 | Quello che sento (The Remixes)                                | — |                                                                             |
| 1997 | Confusa e felice                                              | IT3 (5 Wo.)IT | Teilnahme am Sanremo-Festival 1997                                          |
| 1997 | Venere Confusa e felice                                       | — |                                                                             |
| 1997 | Uguale a ieri Confusa e felice                                | — |                                                                             |
| 1998 | Bésame Giuda Mediamente isterica                              | IT8 (1 Wo.)IT | in zwei Editionen erschienen                                                |
| 1998 | Puramente casuale Mediamente isterica                         | — |                                                                             |
| 1998 | Eco di sirene Mediamente isterica                             | — |                                                                             |
| 1998 | Autunno dolciastro Mediamente isterica                        | — |                                                                             |
| 2000 | In bianco e nero Stato di necessità                           | IT10 (11 Wo.)IT | Teilnahme am Sanremo-Festival 2000                                          |
| 2000 | Parole di burro Stato di necessità                            | IT4 (8 Wo.)IT | ausgezeichnet mit dem Premio Italiano della Musica als Lied des Jahres 2001 |
| 2000 | Orfeo Stato di necessità                                      | — |                                                                             |
| 2000 | L’ultimo bacio Stato di necessità                             | IT— GoldIT | Titelsong des Films Ein letzter Kuss Verkäufe: + 25.000                     |
| 2000 | Gamine impertinente État de necessité                         | — | in Frankreich veröffentlicht                                                |
| 2002 | L’eccezione                                                   | IT4 (15 Wo.)IT |                                                                             |
| 2003 | Pioggia d’aprile L’eccezione                                  | — |                                                                             |
| 2003 | Fiori d’arancio L’eccezione                                   | — |                                                                             |
| 2005 | Il pendio dell’abbandono Eva contro Eva                       | — | aus dem Soundtrack des Films I giorni dell’abbandono von Roberto Faenza     |
| 2006 | Signor Tentenna Eva contro Eva                                | — | Teilnahme am Wettbewerb Festivalbar 2006                                    |
| 2006 | Tutto su Eva Eva contro Eva                                   | — |                                                                             |
| 2009 | Non molto lontano da qui Elettra                              | IT29 (4 Wo.)IT |                                                                             |
| 2010 | Mandaci una cartolina Elettra                                 | — |                                                                             |
| 2010 | ’A finestra Elettra                                           | — |                                                                             |
| 2010 | Guarda l’alba Elettra                                         | IT20 (11 Wo.)IT |                                                                             |
| 2011 | AAA Cercasi Per niente stanca                                 | IT39 (6 Wo.)IT |                                                                             |
| 2014 | L’abitudine di tornare                                        | — |                                                                             |
| 2017 | Il conforto Il mestiere della vita                            | IT4 ×3Dreifachplatin · (25 Wo.)IT | Tiziano Ferro feat. Carmen Consoli Verkäufe: + 150.000                      |
| 2019 | Lo stretto necessario                                         | IT96 (1 Wo.)IT | Levante & Carmen Consoli                                                    |